# Alessandro Finazzi Agrò
Alessandro Finazzi Agrò (Roma, 30 maggio 1941) è un biochimico italiano.
È stato rettore dell'Università di Roma Tor Vergata dal 1996 al 2008. Professore ordinario di enzimologia alla facoltà di Medicina e Chirurgia della medesima Università, si è laureato a Roma in Medicina e Chirurgia nel 1965. Fino al 1996 è stato anche Preside della facoltà.
Risulta tra gli indagati nel caso sugli stipendi gonfiati di professionisti del Policlinico Tor Vergata, in qualità di Rettore all'epoca dei fatti, accusa da cui risulta non colpevole essendo stata richiesta l'assoluzione dallo stesso pubblico ministero Roberto Felici in data 16 Ottobre 2013.